# Los Borgia (novela)
Los Borgia (título original The Family) es una novela publicada en el año 2001 por la editorial ReganBooks. Es la última novela escrita por el escritor estadounidense Mario Puzo en colaboración con, su asistente personal y compañera, Carol Gino y el historiador Bertram Fields.
Es una novela del género histórico, que narra la vida de la familia del Cardenal Rodrigo Borgia, durante el Renacimiento.
Puzo escribe acerca de los pecados, las pasiones y la ambición del Papa Alejandro VI y sus hijos César, Lucrecia, Juan y Jofre.

## Sinopsis
En medio de la Italia renacentista, dividida en estados que pugnaban por dominarse unos a otros, se alza una de las familias más controvertidas de la historia. El cardenal Rodrigo Borgia, más tarde convertido en Papa bajo el nombre de Alejandro VI, un hombre venal y promiscuo, aunque padre amoroso, lleva sobre sus hombros el peso de sostener su linaje, proteger a sus hijos y el propio solio pontificio que acaba de recibir. Sus hijos César, Lucrecia, Juan y Jofre representan la debilidad del Papa, su lado más humano; a pesar de que, en circunstancias excepcionales, sea capaz de anteponer el nombre de la familia a sus integrantes, como ocurriría en la relación incestuosa entre Lucrecia y César, propiciada por el propio Papa, y los matrimonios concertados de ésta, todos trágicamente concluidos. 
Cada integrante de la familia es colocado en posiciones equívocas, con excepción quizá del propio Alejandro. Tanto Lucrecia, como Jofre, convertidos en peones sometidos a los lazos políticos que Alejandro pretende establecer con las familias más influyentes de la península; como César, quien fue cardenal antes que militar, por órdenes del Papa, viven en un orden en pos del deber familia, que contradice constantemente sus deseos. 
La insatisfacción de la familia, el temor del Papa al fracaso, la compleja relación con sus hijos, la ambición desmedida de César, son algunas de las cosas que los harían caer, aplastados por el deseo de hombres como Giulino della Rovere de convertirse en Papa y su batalla personal con Alejandro, a quien atribuye la imagen de un ladrón, tanto de sus aspiraciones como Papa, como de su amante Vanozza.   A lo largo del tiempo, la familia alcanzaría la cúspide del poder, para perderlo en una interminable sucesión de desastres, que comienzan y terminan con sus decisiones y los enemigos que éstas provocaron.